# Csorba Béla
Csorba Béla (Temerin, 1950. június 26. –) vajdasági magyar publicista, tanár, politikus, néprajzkutató, költő. Az Új Symposion folyóirat egykori tagja, az 1990-ben alapított Vajdasági Magyarok Demokratikus Közössége (VMDK) elnökségi tagja, később a Vajdasági Magyar Demokrata Párt (VMDP) elnökségi tagja, 2013-tól elnöke.

## Élete és munkássága
Az Újvidéki Egyetem Bölcsészettudományi Karának Magyar Nyelv és Irodalom Tanszékén szerzett tanári oklevelet 1975-ben, majd ugyanennek az intézménynek a nyelvi lektora. Fő tudományos kutatási területei a néprajz és a helytörténet, Temerin folklorisztikájával és a település helytörténetével több tudományos publikációjában és könyvében is foglalkozik. Az 1944–1945-ös délvidéki vérengzések egyik első kutatója.
Az 1970-es évektől kezdődően az avantgárd Új Symposion folyóirat tagja. Első verseskötete a Symposion Könyvek sorozatában jelent meg 1980-ban.
Rövid ideig a Jugoszláv Demokratikus Kezdeményezés Egyesülete (UJDI) és a Demokratikus Fórum tagja. 1990-től, a párt megalapításától kezdődően a Vajdasági Magyarok Demokratikus Közössége (VMDK) elnökségének és emberjogi bizottságának tagja, a Temerini Körzeti Szervezet elnöke. A párthoz kötődő Hírmondó közlöny felelős szerkesztője. Ebben az időszakban a Szövetségi Képviselőház Emberjogi Bizottságának tagja. A VMDK 1994-es kettészakadását követően röviddel az újonnan alapított Vajdasági Magyar Demokrata Párt (VMDP) elnökségi tagja, a párt alelnöke, 2013-tól pedig az elnöke lett. Temerinben több művelődési intézmény (Helytörténeti Múzeum, Művelődési Kör, Temerini Amatőr Képzőművészeti Találkozó [TAKT]) alapító tagja.
A délszláv háború idején, a VMDK alelnökeként nem tett eleget a behívóparancsnak, 1992. február 7-én letartóztatta a jugoszláv rendőrség, s csak nemzetközi nyomásra szabadul pár nappal később. Tamás Gáspár Miklós filozófus, akkoriban szabaddemokrata parlamenti képviselő, az Országgyűlés előtt elmondott beszédében sürgette Csorba Béla kiszabadítását.
Csorba publicisztikai írásai az 1980-as évektől kezdődően jelentek meg rendszeresen. Ezen írásai később több gyűjteményes kötetben is napvilágot láttak.
"A kisebbségi ember veszélyes ügynök. Jól látják ezt Minden Nemzetállamok rendőrminiszterei. Rakd meg komplexusok koloncaival, és előtted áll a megbízhatatlan lázadó. Gyanakvásra gyanakvással felel. Ígéreteknek nem hisz. A megvalósított ígéreteknek a legkevésbé. Egyszerre kell neki a veréb és a túzok." (Csorba Béla: Rejtjeltávirat titkosügynökökhöz, Napló, 1990.)

## Főbb művei
- Stratégia [versek] (Forum Könyvkiadó, 1980)
- Tücsökmadarak a hóban [versek] (Forum Könyvkiadó, 1984)
- Temerini néphagyományok (Forum Könyvkiadó, 1988)
- Rögeszmélet [versek] (Forum Könyvkiadó, 1989)
- A kultúrtanti visszavág (A Symposion-mozgalom krónikája 1954-1993, társszerző, 1994)
- Eltévedt mezsgyekarók: adalékok a délvidéki magyarság történetéhez 1918-1993 (Dudás Károllyal és Botlik Józseffel, 1994)
- Ceruza vagy cenzúra (1995)
- Még azt mondják, Temerinben… (1997)
- Afelett sokszor harcolást töttek… Források a Délvidék történetéhez I. (1997)
- Árnyéka eltűnő nevemnek… Források a Délvidék történetéhez (társszerző, 1998)
- S nem törődtek vele, a malom mit őröl… Források a Délvidék történetéhez III. (1999)
- Kacifánt és Bakafánt (1999)
- Egy végjáték kezdete [háborús napló] (Osiris Könyvkiadó, Budapest, 2002)[9]
- Hol vette a király a várát? : Névtani, néprajzi és tárgytörténeti írások (Forum, 2006)
- Puskalövés nélkül. Glosszák, naplók, levelek, kisesszék (2009)[10]
- Temeriniek az első világháborúban. Ádám István, Csorba Béla és Ökrész Károly fényképkiállítása a temerini tájházban; Temerini Tájház, Temerin, 2009
- "...mi más a szabadság?..." Írások Kossuthról, 1848-ról; VMDP Történelmi Bizottság, s.l., 2009
- Szétszórt csontjaink. Cikkek, tanulmányok 1944-45-ről; Csorba Béla, Temerin, 2011